# Темнозор
„Темнозор“ (на руски: „ТЕМНОЗОРЬ“) e руска фолк/ паган/ нсбм група.
Основана е през 1996 година в град Обнинск, Калужка област, Русия. Песните се изпълняват на руски и английски.

## Дискография
- 1996 – „Be Oden Narod Slavensk“
- 1998 – „Ведовством крепка чёрная слава Руси“
- 1998 – „Sorcery Is Strengthening The Black Glory Of Rus“
- 1999 – „Фрагменты“
- 2001 – „Fragments…“
- 2002 – „Horizons…“
- 2003 – „Sorcery Of Fragments“
- 2003 – „Горизонты…“
- 2005 – „Вольницей в просинь ночей“
- 2005 – „Folkstorm Of The Azure Night“
- 2007 – „Молот Восточной Европы“